# Venus de Milo (personaje)
Venus de Milo (a menudo abreviado simplemente como Venus) es una superheroína ficticia dentro de la franquicia Tortugas Ninja. Apareció por primera vez en la serie de televisión Ninja Turtles: The Next Mutation. Allí, fue interpretada por Nicole Parker y contó con la voz de Lalainia Lindbjerg. Fue la única tortuga hembra hasta la introducción de Jennika en la continuidad de IDW en 2019, y la única tortuga que lleva el nombre de una obra de arte en lugar de un artista.

## Biografía ficticia
Venus fue una de las cinco tortugas expuestas al mutágeno en las alcantarillas. Cuando Splinter reunió a todas las tortugas, por error dejó atrás a Venus. De alguna manera, mientras se dirigía a Chinatown, fue descubierta por un mago shinobi llamado Chung I. Chung I llevó a la tortuga con él a China, donde la crio como una hija y la llamó Mei Pieh Chi. También entrenó a la tortuga en el arte de los shinobi.
Aparentemente, Chung I, en ocasiones, viajaba al reino de los sueños y se encontraba con Splinter. Cada uno intercambió historias de sus tortugas, eligiendo mantenerlas en secreto hasta que fuera el momento adecuado. En su poder, Chung I también tenía un espejo de cristal, dentro del cual estaban atrapados dragones humanoides. El propósito de Chung I era asegurarse de que los dragones nunca escaparan del espejo. Los dragones finalmente cruzaron al reino de los sueños, atacaron a Chung y secuestraron el espíritu de Splinter. En su lecho de muerte, Chung I le reveló a Venus su verdadero origen y le dijo que su lugar estaba en Nueva York.
La tortuga viajó a Nueva York, donde se encontró con las Tortugas Ninja que observaban el cuerpo difunto de su maestro. Después de ayudar a las tortugas a acabar con Shredder y el Clan del Pie, las guio en una caminata de ensueño para rescatar el espíritu de su maestro. Sin que ella lo supiera, los Dragones aprovecharon esta oportunidad para ingresar al mundo físico.
Para celebrar su aparente victoria, las cinco tortugas y Splinter fueron de pícnic al parque, pero fueron atacados por los Dragones. En la lucha, una estatua de una mujer resultó dañada cuando se le rompieron los brazos. Al ganar la batalla, Mei Pieh Chi se llevó la estatua a la guarida. Esto le valió el apodo de Venus de Milo por la famosa estatua, imitando a los artistas homónimos de las otras Tortugas.
Venus parecía haber vivido una vida aislada en China. En el transcurso de la serie, Venus fue retratada como felizmente ignorante de algunas partes de la vida y la cultura occidentales y, a veces, igualmente ingenua hacia la vida en general. Si bien domina las técnicas de lucha, Venus no fue entrenada en Ninjutsu como sus hermanos y, por lo tanto, a menudo usaba orbes místicos en la batalla (con varios grados de éxito).
Al principio de la serie se estableció que, si bien las cuatro tortugas fueron criadas como hermanos, ninguna de ellas (incluida Venus) estaba relacionada biológicamente. Esto fue hecho por los escritores para no eliminar la posibilidad de una relación romántica entre Venus y una de las cuatro tortugas macho, con pistas que conducen principalmente a Rafael y Leonardo.

### Apariciones esporádicas
Después de la cancelación del programa, se creó una "segunda temporada" informal en el sitio web oficial de la franquicia, que consta de cartas "escritas por" cada una de las tortugas (desde entonces, el sitio se eliminó debido a la venta a Viacom). Se agregó al sitio web una carta fechada en octubre de 1997 y llamada "Veneraciones de Venus", que relata las aventuras de Venus junto a las tortugas.
Después de que el cocreador Kevin Eastman vendiera su parte de la propiedad a Peter Laird, "Veneraciones de Venus" se suspendió y las letras de Venus se eliminaron del sitio. El resto de las cartas de las Tortugas, sin embargo, permanecieron y no se dio ninguna explicación por la repentina desaparición de Venus.

## Cómics
En la serie de Image Comics, el escritor Gary Carlson recibió solo unas pocas reglas sobre lo que no se debe hacer, una de las cuales es: "No hay tortugas hembra". Sin embargo, Venus fue parodiada en el duodécimo número del tercer volumen, cuando un extraterrestre llamado Lurch se transformó en una tortuga hembra que se parecía mucho a Venus. Algunos números incluso se publicitaron con el lema: "No hay tortuga niña garantizada".
Una nueva versión de Venus ha sido anunciada para aparecer en la continuidad de IDW en el número 127, que se lanzará el 17 de marzo de 2022.

## En otros medios
- Ella y las otras tortugas se unieron a los Power Rangers en el espacio en el episodio de 1998, Shell Shocked.
- En el episodio 50 de Robot Chicken, titulado "Moesha Poppins" (2007), Venus hace un breve cameo en un boceto de "¿Dónde están ahora?", revelando que, después de ser expulsada del equipo, trató de tirarse por el inodoro y se ahogó.
- En un episodio de la serie de televisión animada TMNT de 2012, Raphael pinta un híbrido tortuga-humano femenino (hecho al estilo de las chicas pin-up de los años cincuenta), en el costado del nuevo Party Wagon de las Tortugas, que Donatello admira con aprobación. La pintura se llamó "Venus". En un episodio posterior, Miguel Ángel es capturado en una trampa que le dará una segunda mutación. Se imaginó mutando en una tortuga hembra, que se coloca en la misma postura que Venus en su imagen promocional, sentada y recostada sensualmente.

## Controversia
El creador original de las Tortugas Ninja, Peter Laird, calificó la idea de una quinta tortuga como "creativamente en bancarrota". Durante una entrevista, Kevin Munroe, director de la película animada TMNT, elaboró las instrucciones de Peter Laird y dijo: "No se menciona en absoluto a Venus de Milo, la tortuga hembra. Ni siquiera puedes bromear sobre eso con Peter. Es solo una de esas cosas que odia con pasión".
A pesar de haber sido entrenado en el arte del "Shinobi", una palabra japonesa sinónimo de ninja, el maestro de Venus es chino, lo que refuerza el controvertido panasianismo.